# William Reinhart
William J. "Bill" Reinhart né le 2 août 1896 à Louisville et mort le 28 février 1971 était un entraîneur universitaire  américain en basketball, football américain et baseball à l'Université George Washington, l'Université d'Oregon et à l'United States Merchant Marine Academy.

## Biographie
William Reinhart est un champion diversifié pendant de sa carrière sportive. Au collège, il est quaterback des Ducks de l'Oregon dans le Rose Bowl 1919 contre Harvard et a été capitaine des équipes des Ducks de baseball et de basket-ball au cours de son année senior. À l'école secondaire à Salem dans l'Oregon, il a joué dans trois sports et les équipes dans lesquelles il jouait ont été championnes scolaires en baseball et en football américain une fois chacune et deux fois en basket-ball.
De 1923 à 1935, il est entraîneur de basket-ball de l'Université d'Oregon. Il en est le second entraîneur de l'histoire avec 180 victoires.
Avec les Colonials de George Washington il établit un record en basket-ball de 319 victoires pour 237 défaites soit un pourcentage de 57,4 % de victoires.

## Carrière

### Joueur
Il joue Quaterback dans l'équipe de football américain des Ducks de l'Oregon de 1919 à 1921.

### Entraîneur
- Ducks de l'Oregon : football américain (?) - basket-ball (1923-1935) et baseball (1924-1935)
- Colonials de George Washington : football américain (1938-1941) - basket-ball (1935-1942 et 1949-1966) et baseball (1950-1966)
- Merchant Marine Academy : football américain (1946-1949)

## Récompenses
- 1954 : Entraîneur de l'année de la Southern Conference du Championnat NCAA de basket-ball 1954.
- 1956 : Helms Basketball Hall of Fame
- 1993 : George Washington University Athletics Hall of Fame[2]
- 1994 : University of Oregon Athletics Hall of Fame